# Episodi di Di-Gata Defenders
Gli episodi di Di-Gata Defenders sono stati trasmessi in Canada sul canale Teletoon a partire dal 5 agosto 2006 e in Italia sono andati in onda su Raisat Smash dal 28 novembre 2008.

## Prima stagione (Megalith)
| Episodio n. | Titolo italiano                | Titolo originale Francese     | Titolo originale Inglese    | Prima TV         |
| ----------- | ------------------------------ | ----------------------------- | --------------------------- | ---------------- |
| 1.          | La prima battaglia             | La fin de l'innocence         | Trouble in paradise         | 28 novembre 2008 |
| 2.          | Una strada pericolosa          | La route de l'aventure        | The road less traveled      | 29 novembre 2008 |
| 3.          | La chiave per la vittoria      | La clé de la victoire         | The key to victory          | 30 novembre 2008 |
| 4.          | La sfida                       | Pris au piège                 | Snared                      | 1º dicembre 2008 |
| 5.          | La predizione                  | L'enlèvement                  | Ms. Fortune                 | 2 dicembre 2008  |
| 6.          | Viaggio in mare                | Le naufrage                   | Cast-Aways                  | 3 dicembre 2008  |
| 7.          | Fuga da Ogama-Gor              | L'évasion d'Ogama-Gor         | Escape from Ogama-Gor       | 4 dicembre 2008  |
| 8.          | La valle della felicità        | Des apparences trompeuses     | A flaw in the ointment      | 5 dicembre 2008  |
| 9.          | Vitus                          | Vitus                         | The ninth sigil             | 6 dicembre 2008  |
| 10.         | La città dimenticata dal tempo | La ville oubliée par le temps | The town that time forgot   | 7 dicembre 2008  |
| 11.         | Intagliato nella pietra        | Le créateur des pierres       | Carved in stone             | 8 dicembre 2008  |
| 12.         | La prima Pietra Pura           | La première pierre            | The one                     | 9 dicembre 2008  |
| 13.         | Doppia realtà                  | Une de moins                  | One down                    | 10 dicembre 2008 |
| 14.         | Cacciatori e prede             | Course contre la montre       | Doom chase                  | 11 dicembre 2008 |
| 15.         | Guerrieri                      | Guerriers                     | Warriors                    | 12 dicembre 2008 |
| 16.         | Il monastero perduto           | Le rêve                       | Knowledge                   | 13 dicembre 2008 |
| 17.         | L'asta dei Rogon               | Repaire de bandits            | Den of thieves              | 14 dicembre 2008 |
| 18.         | Nexus                          | Le Nexus                      | Nexus                       | 15 dicembre 2008 |
| 19.         | Il pinnacolo                   | Omniaxor                      | Replication                 | 16 dicembre 2008 |
| 20.         | Una scelta difficile           | La fusion                     | Dark descent                | 17 dicembre 2008 |
| 21.         | Il ciclo                       | Le cycle                      | The cycle                   | 18 dicembre 2008 |
| 22.         | La furia di Seth               | Dévastation                   | What lies beneath           | 19 dicembre 2008 |
| 23.         | Il cacciatore maledetto        | Le retour                     | The returning               | 20 dicembre 2008 |
| 24.         | Il figlio di Brackus           | Adam, le fils prodigue        | Adam and Eve of destruction | 21 dicembre 2008 |
| 25.         | L'ospite perfetto              | Un accueil chaleureux         | Perfect host                | 22 dicembre 2008 |
| 26.         | Ethos                          | Un combat de titans           | Ethos                       | 23 dicembre 2008 |

## Seconda stagione (Ethos)
| Episodio n. | Titolo italiano                  | Titolo originale Francese | Titolo originale Inglese   | Prima TV         |
| ----------- | -------------------------------- | ------------------------- | -------------------------- | ---------------- |
| 1.          | L'equinozio nero (Prima parte)   | L'equinoxe (Partie 1)     | Dark equinox (Part one)    | 16 gennaio 2010  |
| 2.          | L'equinozio nero (Seconda parte) | L'equinoxe (Partie 2)     | Dark equinox (Part two)    | 17 gennaio 2010  |
| 3.          | Il guaritore                     | Le guérisseur             | The healer                 | 18 gennaio 2010  |
| 4.          | Guardiani in vendita             | Gardiens à vendre         | Guardians for sale         | 19 gennaio 2010  |
| 5.          | Il magnifico duo                 | Duel contre Kid Cole      | The magnificent two        | 20 gennaio 2010  |
| 6.          | Regenesis                        | Une vielle connaissance   | Regenesis                  | 21 gennaio 2010  |
| 7.          | La rinascita di Malco            | Malco possédé             | Malco redux                | 22 gennaio 2010  |
| 8.          | Ritorno al passato               | Sur les traces du passé   | Back track                 | 23 gennaio 2010  |
| 9.          | Un guardiano indomabile          | La guerre des Gardiens    | We're no guardian angels   | 24 gennaio 2010  |
| 10.         | Il guerriero solitario           | Von Faustien              | Von Faustien               | 25 gennaio 2010  |
| 11.         | Un mondo sotterraneo             | La menace de l'au-delà    | Notes from the underground | 26 gennaio 2010  |
| 12.         | Lo spirito di Gata'Nu            | La corne de Neglos        | The Horn of Neglos         | 27 gennaio 2010  |
| 13.         | La Torre                         | La Tour                   | The Tower                  | 28 gennaio 2010  |
| 14.         | Il cacciatore e la preda         | Chasseur et Chassé        | Hunter and Hunted          | 29 gennaio 2010  |
| 15.         | La Pietra di Cuore               | La Pierre de Cœur         | The Heart Stone            | 30 gennaio 2010  |
| 16.         | La trasformista                  | Changement d'apparence    | Shape Shifted              | 31 gennaio 2010  |
| 17.         | Il Libro Bruciato                | Le livre vide             | The Empty Book             | 1º febbraio 2010 |
| 18.         | Il Cannibale dell'Aldilà         | La rédemption Di-Gata     | The Di-Gata Redemption     | 2 febbraio 2010  |
| 19.         | Adam sotto accusa                | Absolution                | Absolution                 | 3 febbraio 2010  |
| 20.         | I bambini rapiti                 | Les enfants perdus        | The lost children          | 4 febbraio 2010  |
| 21.         | La zona degli incantesimi        | La Terre du Sort          | The Spell Zone             | 5 febbraio 2010  |
| 22.         | Incantesimo d'amore              | Mel dans la tête          | Mel on my mind             | 6 febbraio 2010  |
| 23.         | L'Ethos perduto                  | Complications             | Complications              | 7 febbraio 2010  |
| 24.         | Il pianeta originario            | La tombée de la nuit      | Night fall                 | 8 febbraio 2010  |
| 25.         | La Vera Natura di Rion           | Le Crépuscule             | Twilight                   | 9 febbraio 2010  |
| 26.         | L'Abisso Celestiale              | L'aube Di-Gata            | Di-Gata Dawn               | 10 febbraio 2010 |